# Писаренко, Евгений Игоревич
Евге́ний И́горевич Пи́саренко (укр. Євгеній Ігорович Писаренко; 17 февраля 2005, Полтава) — украинский футболист, полузащитник клуба «Буковина-2».

## Биография
Родился в Полтаве. Воспитанник местной академии ДЮСШ им. И. Горпынка за которую с 2018 по 2023 год выступал в ДЮФЛУ. Во взрослой футболе дебютировал в 2022 году в составе ДЮСШ им. И. Горпынка, которая выступала в чемпионате Полтавской области (9 матчей, 2 гола). В следующем году в составе клуба выступал в областном первенстве Полтавщины.
В конце июля 2023 года перебрался в «Зарю», где в течение первой части сезона 2023/24 защищал цвета юношеской (U-19) команды. В футболке первой команды дебютировал 12 марта 2024 года в проигранном (0:2) выездном поединке 21-го тура против киевского «Динамо». Евгений вышел на поле в стартовом составе и отыграл весь матч.